# Верхній Утчан
Верхній Утча́н (рос. Верхний Утчан) — присілок у складі Алнаського району Удмуртії, Росія.

## Населення
Населення — 159 осіб (2010; 167 в 2002).
Національний склад станом на 2002 рік:
- удмурти — 99 %

## Урбаноніми[3]
- вулиці — Варага, Верхньоутчанська